# オリンピックのバルバドス選手団
オリンピックのバルバドス選手団（オリンピックのバルバドスせんしゅだん）は、1968年メキシコシティーオリンピックから参加した。これ以前の1960年ローマオリンピックにはトリニダード・トバゴおよびジャマイカとともに西インド連邦として参加した経緯がある。1980年モスクワオリンピックには西側諸国とともにボイコットにより不参加となった。なお、冬季オリンピックへの参加はまだない。

## 概要
これまで夏季オリンピックで獲得したメダルは、2000年シドニーオリンピック陸上競技男子100メートルでオバデレ・トンプソンが獲得した銅メダル1個である。これより以前、1960年ローマオリンピックの陸上競技男子4×400mリレーでジョージ・カーらとともにバルバドス出身のジェームズ・ウェダーバーンが銅メダルを獲得したが、国際オリンピック委員会では「西インド連邦選手」の扱いとなっている。

## メダル獲得数一覧

### 夏季オリンピック
| 大会名                | 金                   | 銀                   | 銅                   | 計                   |
| 1960 ローマ           | 西インド連邦での参加 | 西インド連邦での参加 | 西インド連邦での参加 | 西インド連邦での参加 |
| 1964 東京             | 不参加               | 不参加               | 不参加               | 不参加               |
| 1968 メキシコシティ   | 0                    | 0                    | 0                    | 0                    |
| 1972 ミュンヘン       | 0                    | 0                    | 0                    | 0                    |
| 1976 モントリオール   | 0                    | 0                    | 0                    | 0                    |
| 1980 モスクワ         | 不参加               | 不参加               | 不参加               | 不参加               |
| 1984 ロサンゼルス     | 0                    | 0                    | 0                    | 0                    |
| 1988 ソウル           | 0                    | 0                    | 0                    | 0                    |
| 1992 バルセロナ       | 0                    | 0                    | 0                    | 0                    |
| 1996 アトランタ       | 0                    | 0                    | 0                    | 0                    |
| 2000 シドニー         | 0                    | 0                    | 1                    | 1                    |
| 2004 アテネ           | 0                    | 0                    | 0                    | 0                    |
| 2008 北京             | 0                    | 0                    | 0                    | 0                    |
| 2012 ロンドン         | 0                    | 0                    | 0                    | 0                    |
| 2016 リオデジャネイロ | 0                    | 0                    | 0                    | 0                    |
| 2020 東京             | 0                    | 0                    | 0                    | 0                    |
| 2024 パリ             | 0                    | 0                    | 0                    | 0                    |
| 合計                  | 0                    | 0                    | 1                    | 1                    |

### 夏季オリンピック競技別
| 競技           | 金 | 銀 | 銅 | 計 |
| -------------- | -- | -- | -- | -- |
| 陸上競技       | 0  | 0  | 1  | 1  |
| 計 (競技数: 1) | 0  | 0  | 1  | 1  |